# Groguet pudent

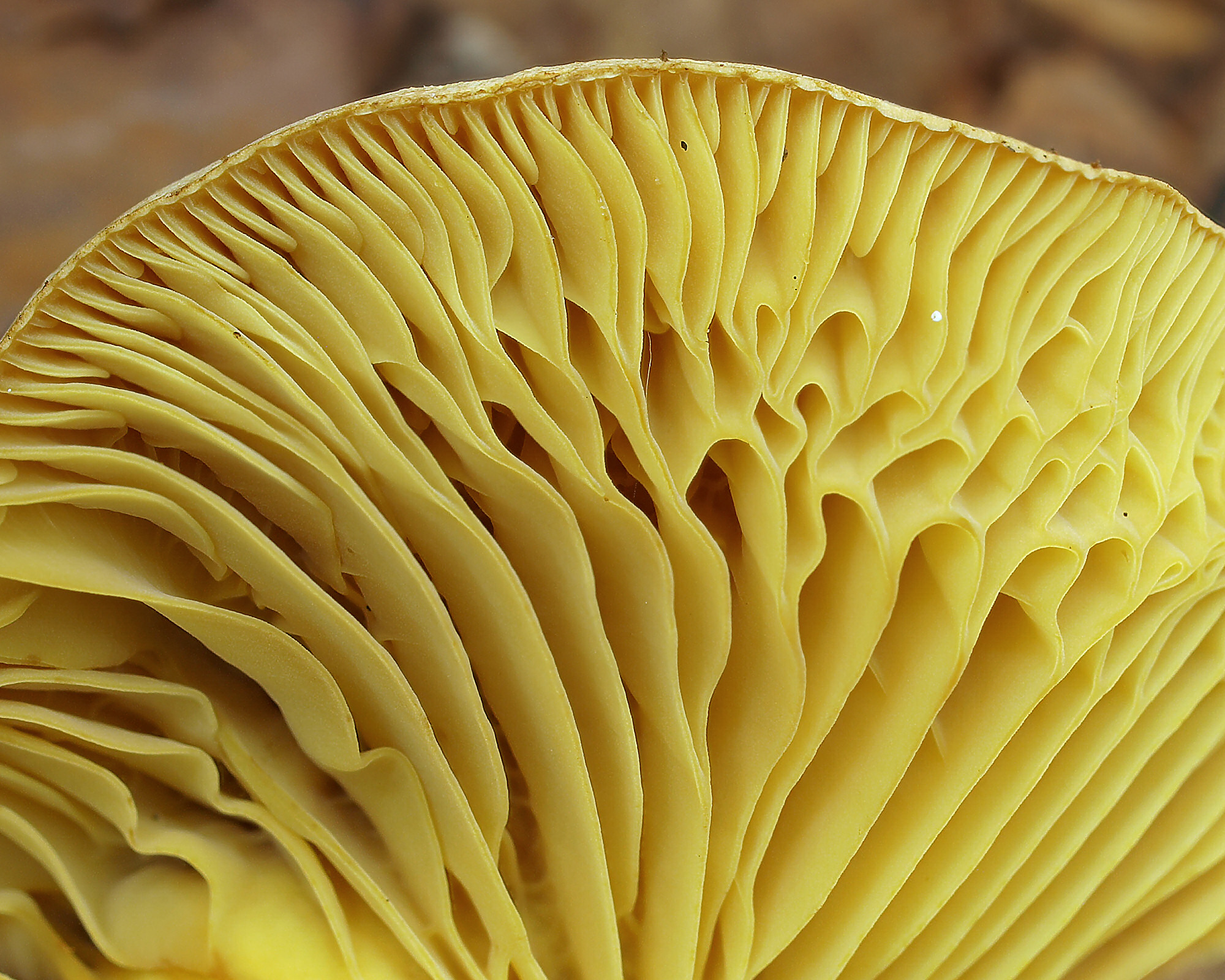
Làmines

El groguet pudent (Tricholoma sulphureum) és una espècie de bolet tòxic pertanyent a la família de les tricolomatàcies (Tricholomataceae), que desprèn una desagradable olor de gas d'enllumenat molt característica.

## Etimologia
Tricholoma sulphureum fou descrit per primera vegada el 1784 pel botànic francès Pierre Bulliard, el qual li va donar el nom d'Agaricus sulphureus, abans d'ésser col·locat en el gènere Tricholoma pel micòleg alemany Paul Kummer l'any 1871. El seu epítet, sulphureum, deriva del llatí i vol dir de sofre.

## Descripció
És un bolet molt ben caracteritzat pel seu nom popular, ja que presenta una coloració groga i desprèn una olor poc agradable. Té el barret de color groc o groc de sofre, sovint més fosc al centre; és convex quan és jove i més aplanat en envellir, i mesura de 2 a 8 cm de diàmetre. La seua superfície és mat, llisa i seca. Les làmines estan força espaiades, són gruixudes i acaben tot just en arribar a la cama; presenten el mateix color groc de sofre del barret. La cama, igualment groga, és més o menys cilíndrica, amb la superfície recoberta de fines fibril·les longitudinals. La carn és del mateix color que la resta del bolet, escassa en el barret i de consistència fibrosa a la cama. Desprèn una desagradable olor de gas d'enllumenat molt característica. El sabor de la carn també és desagradable. El color de l'esporada és blanc i no amiloide, com a la resta d'espècies del gènere. Les espores, que es poden observar fent una preparació al microscopi, són força grosses, mesuren 9-12 x 5-7 µm, són llises i no presenten porus germinatiu. No hi ha cistidis.

## Hàbitat i distribució geogràfica
Es pot trobar de manera freqüent en boscos de planifolis, especialment sota faigs (Fagus sylvatica), alzines (Quercus ilex) i roures (Quercus sp.), encara que també pot aparèixer sota coníferes (pins, avets), sobretot la varietat bufonium. Creix des de l'agost fins al desembre entre els 200 i els 1.800 m d'altitud. És present a Europa (la Gran Bretanya -incloent-hi Escòcia i Irlanda del Nord-, els Països Baixos, França, Itàlia -la Llombardia, Sardenya, els Abruços, la Toscana, la Ligúria i l'Úmbria-, Suïssa, Finlàndia, Astúries, Palència, Granada, Catalunya -l'Alt Urgell, la Vall d'Aran, el Massís del Montseny i el Parc Natural del Cadí-Moixeró- i Menorca
), la Xina i Nord-amèrica.

## Confusió amb altres espècies
El bolet més semblant, i que és considerat com el seu doble, és el groguet o verderol (Tricholoma equestre). El verderol és una espècie comestible, motiu pel qual és força coneguda; se'n diferencia pel fet que desprèn una olor de farina, té les làmines molt més denses i creix en pinedes sorrenques. El groguet pudent es troba sovint en la seua varietat bufonium, que se'n separa per tindre el barret de color de brunenc a brunenc violaci i per fructificar sota coníferes.

## Observacions
És tòxic en cru perquè conté substàncies hemolítiques (una vegada cuit, és encara incomestible per raó del seu sabor gens agradable). Els símptomes més comuns després de la seua ingestió són vòmits i trastorns gastrointestinals i neurològics.